# Punct izolat

„0” este un punct izolat al A = {0} ∪ [1, 2

În matematică, un punct x este denumit punct izolat al unei submulțimi S (într-un spațiu topologic X) dacă x este un element al lui S și există o vecinătate al lui x care nu conține alte puncte din S. Acest lucru este echivalent cu a spune că singletonul x este o mulțime deschisă în spațiul topologic S (considerat ca un subspațiu al X). O altă formulare echivalentă este: un element x din S este un punct izolat al S dacă și numai dacă nu este un punct de acumulare al lui S.
Dacă spațiul X este un spațiu euclidian (sau oricare alt spațiu metric), atunci un element x din S este un punct izolat al S dacă există o bilă în jurul lui x care conține doar un număr finit de elemente dinS.

## Noțiuni înrudite
O mulțime care este alcătuită numai din puncte izolate se numește mulțime discretă (vezi și spațiu discret⁠(d)). Orice submulțime discretă S a spațiului euclidian trebuie să fie numărabilă, deoarece izolarea fiecăruia dintre punctele sale împreună cu faptul că numerele raționale sunt dense între numerele reale înseamnă că punctele lui S pot fi puse în corespondență cu o mulțime de puncte cu coordonate raționale. Totuși, nu orice mulțime numărabilă este discretă, dintre care numerele raționale din metrica euclidiană obișnuită sunt exemplul canonic.
O mulțime închisă fără puncte izolate se numește mulțime perfectă (conține toate punctele sale de acumulare și niciun punct izolat).
Numărul de puncte izolate este un invariant topologic, adică dacă două spații topologice X și Y sunt homeomorfe⁠(d), au același număr de puncte izolate.

## Exemple

### Exemple standard
Spațiile topologice din următoarele trei exemple sunt considerate subspații ale dreptei reale cu topologia standard.
- Pentru mulțimea {\displaystyle S=\{0\}\cup [1,2]}, punctul 0 este un punct izolat (exemplul din imagine).
- Pentru mulțimea {\displaystyle S=\{0\}\cup \{1,1/2,1/3,\dots \}}, fiecare dintre punctele 1/k este un punct izolat, dar 0 nu este un punct izolat deoarece există alte puncte în S oricât de aproape de 0 se dorește.
- Mulțimea {\displaystyle {\mathbb {N} }=\{0,1,2,\ldots \}} de numere naturale este o mulțime discretă.

În spațiul topologic {\displaystyle X=\{a,b\}} cu topologia {\displaystyle \tau =\{\emptyset ,\{a\},X\}}, elementul {\displaystyle a} este un punct izolat, chiar dacă {\displaystyle b} aparține închiderii lui {\displaystyle \{a\}} (prin urmare este, într-un anumit sens, „apropiat” de {\displaystyle a}). O astfel de situație nu este posibilă într-un spațiu Hausdorff.
Lema Morse afirmă că punctele critice nedegenerate ale anumitor funcții sunt izolate.

### Două exemple neintuitive
Fie mulțimea {\displaystyle F} de puncte {\displaystyle x} din intervalul real {\displaystyle (0,1)} astfel încât fiecare cifră {\displaystyle x_{i}} din reprezentarea lor binară îndeplinește următoarele condiții:
- Este fie {\displaystyle x_{i}=0}, fie {\displaystyle x_{i}=1}.
- {\displaystyle x_{i}=1} există doar pentru un număr finit de indici {\displaystyle i}.
- Dacă se notează cu {\displaystyle m} cel mai mare indice astfel încât {\displaystyle x_{m}=1}, atunci {\displaystyle x_{m-1}=0}.
- Dacă {\displaystyle x_{i}=1} și {\displaystyle i<m}, atunci este valabilă exact una dintre următoarele două condiții: {\displaystyle x_{i-1}=1} sau {\displaystyle x_{i+1}=1}.

Informal, aceste condiții înseamnă că fiecare cifră a reprezentării binare a lui {\displaystyle x} care este egală cu 1 aparține unei perechi ...0110..., cu excepția ...010... de la sfârșit.
Acum, {\displaystyle F} este o mulțime explicită constând în întregime din puncte izolate care are proprietatea neintuitivă că închiderea este o mulțime nenumărabilă.
Altă mulțime {\displaystyle F} cu aceleași proprietăți poate fi obținută după cum urmează. Fie {\displaystyle C} treimea de mijloc a mulțimii Cantor, fie {\displaystyle I_{1},I_{2},I_{3},\ldots } intervalele componente ale {\displaystyle [0,1]-C} și fie {\displaystyle F} o mulțime formată dintr-un punct din fiecare {\displaystyle I_{k}}. Deoarece fiecare {\displaystyle I_{k}} conține doar câte un punct din {\displaystyle F}, fiecare punct din {\displaystyle F} este un punct izolat. Totuși, dacă {\displaystyle p} este orice punct din mulțimea Cantor, atunci fiecare vecinătate a lui {\displaystyle p} conține cel puțin un {\displaystyle I_{k}} și, prin urmare, cel puțin un punct de {\displaystyle F}. Rezultă că fiecare punct al mulțimii Cantor se află în închiderea lui {\displaystyle F}, prin urmare {\displaystyle F} are o închidere nenumărabilă.